# Saint-Jean-des-Champs

Saint-Jean-des-Champs este o comună în departamentul Manche, Franța. În 1 ianuarie 2022 avea o populație de 1.521 de locuitori.